# 서울대청초등학교
서울대청초등학교는 대한민국 서울특별시 강남구 일원동에 있는 공립 초등학교이다.

## 학교 연혁
- 1993년 10월 21일 서울대청국민학교 개교(설립인가 2월 21일)
- 1996년 3월 1일 현재 교명으로 변경
- 2000년 7월 7일 다목적실 및 컴퓨터실 개관
- 2004년 3월 26일 전자도서관 개관
- 2009년 4월 29일 강남교육청 특수교육지원센터 개관
- 2009년 11월 30일 태양광 발전시설 설치
- 2011년 7월 25일 컴퓨터실 환경 개선
- 2012년 10월 21일 인조잔디구장 개장
- 2013년 2월 28일 통학로 '다솜길' 조성
- 2013년 3월 26일 장애인 엘리베이터 설치
- 2014년 2월 28일 초등돌봄교실(겸용) 설치
- 2016년 2월 1일 급식실 개선공사
- 2016년 2월 16일 제22회 졸업식(30명, 누계 1989명)
- 2017년 2월 17일 제23회 졸업식(35명, 누계 2024명)
- 2017년 8월 30일 도서실(대청글로리) 리모델링 공사
- 2018년 2월 13일 제24회 졸업식(18명, 누계 2042명)
- 2018년 3월 1일 제8대 최미연 교장 부임
- 2018년 6월 13일 콤비블라인드 설치, 컴퓨터실 전자칠판 설치, 각 교실 칠판교체
- 2018년 7월 26일 다목적 강당 증축공사 시작
- 2018년 12월 29일 중앙현관 환경 교체
- 2019년 2월 15일 제25회 졸업식(37명, 누계 2079명)
- 2019년 8월 23일 다목적강당 꿈마루, 돌봄전용교실 환경개선공사
- 2019년 8월 29일 3,4층 중연창 및 교실 출입문 환경개선공사 준공
- 2019년 8월 31일 체육관(힘마루) 준공
- 2020년 1월 23일 돌봄겸용교실 개설
- 2020년 2월 7일 특별실 공기청정기 설치
- 2020년 2월 14일 제26회 졸업식(29명, 누계 2,108명)
- 2023년 2월 27일 개교 30주년

## 학교 상징
- 교화 - 장미
  - 명랑하고 우아하며 신뢰와 아름다운 사랑
  - 원만하고 조화로우며 약동하는 힘찬 어린이의 상징
- 교목 - 느티나무
  - 우아한 품위와 웅장한 기상, 정직한 인품과 강인한 의지
  - 넓은 도량과 화합할 줄 아는 어린이의 표상

## 참고 자료
- 서울대청초등학교 - 한국교육학술정보원 학교알리미